# Keresztút
Keresztút (węg. Droga krzyżowa) – siódmy studyjny album węgierskiej grupy muzycznej Ossian, wydany w 1993 roku przez Hungaroton-Gong na MC i CD. Materiał do albumu został nagrany w "E" Stúdió. W celu promocji albumu nagrano teledysk do utworu "A magam útját járom". Keresztút zajął dwunaste miejsce na węgierskiej liście przebojów Top 40 album- és válogatáslemez-lista.
Keresztút był ostatnim albumem Ossian przez rozpadem grupy.

## Lista utworów
1. "A magam útját járom" (4:23)
2. "A pénz dala" (3:39)
3. "Mikor eltalál téged" (4:20)
4. "Árnyék-ember" (4:44)
5. "Ballada a senki fiáról" (3:15)
6. "Mire megvirrad" (3:54)
7. "Éjszaka" (4:35)
8. "Fekete ünnep" (3:23)
9. "Ragyogás" (2:55)
10. "Sodor a szél" (4:10)

## Wykonawcy

### Skład zespołu
- Zoltán Maróthy – gitary, wokal
- Endre Paksi – wokal
- Csaba Tobola – perkusja
- Gábor Vörös – gitara basowa

### Realizacja
- Péter Rozgonyi – inżynier dźwięku
- László Göbölyös, Zoltán Maróthy – projekt okładki
- László Göbölyös – zdjęcia
- Róbert Juhász, Endriske Horváth, Attila Wallachy, László Wallachi, Györgyi Szabados – współpraca